# Bespolno razmnožavanje
Bespolno, vegetativno  ili aseksualno razmnožavanje je proces u kojem organizmi stvaraju genetički slične ili identične sopstvene kopije, bez doprinosa genetičkog materijala nekog drugog organizma. Poznato je i pod nazivima bespolna reprodukcija.
Bakterije se bespolno dele putem binarne fisije; virusi preuzmu kontrolu nad ćelijom domaćina da bi proizveli više virusa; hidra i kvasac su u mogućnosti da se razmnožavaju pupljenjem. Ovi organizmi često ne poseduju različite polove, a sposobni su za "cepanje" u dva ili više sopstvenih primeraka. Većina biljaka ima sposobnost za bespolnu reprodukciju, kao i mrav vrste Mycocepurus smithii. Smatra se da se u potpunosti i redovno razmnožavaju aseksualnim putem.
Najpoznatiji primeri bespolnog razmnožavanja se primenjuju u voćarstvu ili hortikulturi, gde se od pojedinih biljnih tkiva i organa dobijaju celovite nove jedinke. Najčešći reprodukcijski materijal su oreznice izdanaka, listovi, pupovi, položenice, stoloni, podanci, gomolji, rizomi i druge pogodne vegetativne strukture.
Savremeni način vegetativnog razmnožavanja u ovim i drugim oblastima je putem kulture tkiva, kojom se jedna biljka može umnožiti u praktično beskonačno mnogo primeraka.
Neke vrste koje se reprodukuju bespolno, kao što su hidra i kvasac mogu da pređu na polno razmnožavanje. Na primer, većina biljki je sposobna za vegetativno razmnožavanje – reprodukciju bez semena ili spora, mada se može se reprodukovati i seksualno. Isto tako, bakterije mogu razmenjivati genetičke informacije, tj. rekombinovati genetički materijal, putem povremenog konjugiranja.
Drugi načini aseksualna reprodukcije uključuju partenogenezu, fragmentaciju i formiranje spora, koji uključuju samo mitozu. Partenogeneza je rast i razvoj embriona ili semena bez oplodnje jajeta spermatozoidom. Prirodno se javlja kod nekih vrsta, uključujući i niže biljke (gde se naziva apomiksija), beskičmenjaka (npr. dafnija uši, neke pčele i parazitske osice) i kičmenjaka (npr. neki reptili ribe, uključujući i ajkule, a vrlo retko i ptice).
Ponekad se takođe koristi za opisivanje reprodukcije kod hermafroditnih vrsta, koje se mogu samostalno oploditi.

## Tipovi aseksualne reprodukcije

### Fisija
Prokarioti (Archaea i Bacteria) se razmnožavaju aseksualno putem binarne fisije, u kojoj se roditeljski organizam deli na dva dela da bi proizveo dva genetski identična organizma. Eukarioti (kao što su protisti i jednoćelijske gljive) mogu da se reprodukuju na funkcionalno sličan način mitozom; većina njih je takođe sposobna za seksualnu reprodukciju.
Višestruka fisija na ćelijskom nivou javlja se kod mnogih protista, npr. sporozoa i algi. Jezgro roditeljske ćelije deli se nekoliko puta mitozom, stvarajući nekoliko jezgara. Citoplazma se zatim razdvaja, stvarajući više ćerki ćelija.
Kod apikompleksana, višestruka fisija ili šizogonija se pojavljuje ili kao merogonija, sporogonija ili gametogonija. Merogonija rezultira merozoitima, koji su više ćelija kćeri, koje potiču iz iste ćelijske membrane, sporogonija rezultira sporozoitima, a gametogonija mikrogametima.

### Pupljenje
Neke ćelije se dele pupljenjem (na primer, pekarski kvasac), što dovodi do ćelije „majke“ i „ćerke“ koje su u početku manja od roditeljske. Pupljenje je takođe poznato na višećelijskom nivou; životinjski primer je hidra, koja se razmnožava pupljenjem. Pupoljci izrastaju u potpuno zrele jedinke koje se na kraju odvajaju od matičnog organizma.
Unutrašnje pupanje je proces aseksualne reprodukcije, koji favorizuju paraziti kao što je Toxoplasma gondii. Uključuje neobičan proces u kome se dve (endodiogenija) ili više (endopoligenija) ćerke ćelije proizvode unutar matične ćelije, koje potomci konzumiraju pre njihovog odvajanja.

### Vegetativna propagacija
Vegetativno razmnožavanje je vrsta aseksualne reprodukcije koja se nalazi u biljkama gde se nove jedinke formiraju bez proizvodnje semena ili spora i samim tim bez singamije ili mejoze. Primeri vegetativne reprodukcije uključuju formiranje minijaturizovanih biljaka zvanih sadnice na specijalizovanim listovima, na primer u kalanhoji (Bryophyllum daigremontianum), a mnoge proizvode nove biljke iz rizoma ili stolona (na primer u jagodama). Druge biljke se razmnožavaju formiranjem lukovica ili krtola (na primer lukovica lala i krtola dalije). Neke biljke imaju slučajne izdanke i mogu formirati klonsku koloniju. U ovim primerima, sve jedinke su klonovi, a klonska populacija može pokriti veliko područje.

## Naizmenična seksualna i aseksualna reprodukcija
Neke vrste vrše prelaze između seksualne i aseksualne strategije u zavisnosti od okolnosti, što je sposobnost poznata kao heterogamija. Alternacije su uočene kod nekoliko vrsta rotatorija (ciklična partenogeneza npr. kod vrste Brachionus) i nekoliko tipova insekata, kao što su listne uši koje pod određenim uslovima proizvode jaja koja ne prolaze kroz mejozu, te tako kloniraju sebe. Južnoafričke pčele Apis mellifera podvrsta. capensis se mogu reprodukovati aseksualno putem procesa zvanog telitoki. Nekoliko vrsta vodozemaca, reptila, i ptica ima sličnu sposobnost (pogledajte na primer partenogenezu). Slatkovodni ljuskar Daphnia se reprodukuje putem partenogeneze u proleće da bi brzo popunio jezera, zatim prelazi na seksualnu reprodukciju sa povećanjem intenziteta kompeticije i predacije. Još jedan primer su već pomenute monogonontne rotatorije roda Brachionus, koje se reprodukuju putem ciklične partenogeneze: pri niskim gustinama populacije ženke se reprodukuju aseksualno, dok se pri većim gustinama hemijski znaci akumuliraju i indukuju prelaz na seksualnu reprodukciju. Mnogi protisti i gljive alterniraju između seksualne i aseksualne reprodukcije.
Sluzava plesan Dictyostelium podleže binarnoj fiziji (mitozi) u obliku jednoćelijske amebe pod povoljnim okolnostima. Međutim, kad okolnosti nisu povoljne, ćelije formiraju agregate i slede jedan od dva različita razvojna puta, u zavisnosti od uslova. U društvenom putu, one formiraju višećelijskog puža koji zatim formira plodonosno telo sa aseksualno generisanim sporama. U seksualnom putu, dve ćelije se spajaju da formiraju gigantsku ćeliju koja se razvija u veliku cistu. Kad ta makrocista proklija, ona oslobađa stotine amebnih ćelija koje su produkt mejotičke rekombinacije između dve originalne ćelije.
Hife obične plesni (Rhizopus) imaju sposobnost da proizvedu mitotičke kao i mejotičke spore. Mnoge alge slično tome prelaze između seksualne i aseksualne reprodukcije. Brojne biljke koriste seksualni i aseksualni način formiranja novih biljki, neke vrste menjaju svoje primarne modove reprodukcije od seksualnih do aseksualnih sa promenom okolnosti životne sredine.

## Literatura
- Graham, L., J. Graham, & L. Wilcox. (2003). Plant Biology. Pearson Education.. Inc., Upper Saddle River, N.J.: pp. 258–259.
- Raven, P.H., Evert, R.F., Eichhorn, S.E (2005). Biology of Plants (7th изд.).. W.H. Freeman and Company Publishers, NY.
- Avise, J (2008). Clonality: The Genetics, Ecology, and Evolution of Sexual Abstinence in Vertebrate Animals. Oxford University Press.
- Friedrich W. Stöcker, Gerhard Dietrich (Hrsg.):. Brockhaus abc Biologie. ISBN 978-3-325-00071-9.. 7. Auflage. Brockhaus, Leipzig, 1986, .
- Gvaladze G.E. (1976). Forms of Apomixis in the genus Allium L. In: S.S. Khokhlov (Ed.): Apomixis and Breeding, Amarind Pub., New Delhi-Bombay-Calcutta-New York pp. 160–165
- Bhojwani S.S.& Bhatnagar S.P. (1988). The Embryology of angiosperms. Vikas Publishing house Pvt  Ltd. New Delhi.
- Heslop-Harrison, J. (1972) "Sexuality in Angiosperms,"pp. 133–289, In Steward,F.C. (ed.) Plant Physiology, Vol. 6C, Academic Press New York.
- „vegetative reproduction | horticulture”. Encyclopedia Britannica. Приступљено 22. 9. 2017.
- Kershaw, K. A.; Millbank, J. W. (април 1970). „Isidia as Vegetative Propagules in Peltigera Aphthosa VAR. Variolosa (Massal.) Thoms”. The Lichenologist (на језику: енглески). 4 (3): 214—217. ISSN 1096-1135. S2CID 86138677. doi:10.1017/S0024282970000257. Приступљено 4. 1. 2022.
- RRB, Leakey (31. 12. 2004). „Physiology of vegetative reproduction”. Encyclopedia of Forest Sciences. doi:10.1016/B0-12-145160-7/00108-3. Приступљено 4. 1. 2022.
- Swingle, Charles F. (1940-07-01). „Regeneration and vegetative propagation”. The Botanical Review. 6 (7): 301—355. ISSN 0006-8101. S2CID 29297545. doi:10.1007/BF02919037.
- Scarcelli, N.; Tostain, S.; Vigouroux, Y.; Agbangla, C.; Daïnou, O.; Pham, J.-L. (август 2006). „Farmers' use of wild relative and sexual reproduction in a vegetatively propagated crop. The case of yam in Benin”. Molecular Ecology. 15 (9): 2421—2431. ISSN 0962-1083. PMID 16842416. S2CID 19699365. doi:10.1111/j.1365-294X.2006.02958.x.
- Birget, Philip L. G.; Repton, Charlotte; O'Donnell, Aidan J.; Schneider, Petra; Reece, Sarah E. (2017-08-16). „Phenotypic plasticity in reproductive effort: malaria parasites respond to resource availability”. Proc. R. Soc. B. 284 (1860): 20171229. ISSN 0962-8452. PMC 5563815 . PMID 28768894. doi:10.1098/rspb.2017.1229.
- Bonga, J. M. (1982). „Vegetative Propagation in Relation to Juvenility, Maturity, and Rejuvenation”. Tissue Culture in Forestry. Forestry Sciences. 5. Springer, Dordrecht. стр. 387—412. ISBN 9789048182725. doi:10.1007/978-94-017-3538-4_13.
- McKey, Doyle; Elias, Marianne; Pujol, Benoît; Duputié, Anne (2010-04-01). „The evolutionary ecology of clonally propagated domesticated plants”. New Phytologist. 186 (2): 318—332. ISSN 1469-8137. PMID 20202131. S2CID 11637652. doi:10.1111/j.1469-8137.2010.03210.x.
- Beyl, Caula A.; Trigiano, Robert N. (2008). Plant Propagation Concepts and Laboratory Exercises (на језику: енглески). CRC Press. стр. 170. ISBN 9781420065091.

## Spoljašnje veze
- Asexual reproduction
- Intestinal Protozoa Архивирано на веб-сајту  (29. јануар 2010)